# Brno (námořní loď)
Brno byla obchodní loď postavená v polské loděnici ve Štětíně v roce 1965, kterou převzala společnost Československá námořní plavba. Loď sloužila pod československou státní vlajkou 16 let, pak byla prodána řeckému rejdaři.

## Další údaje

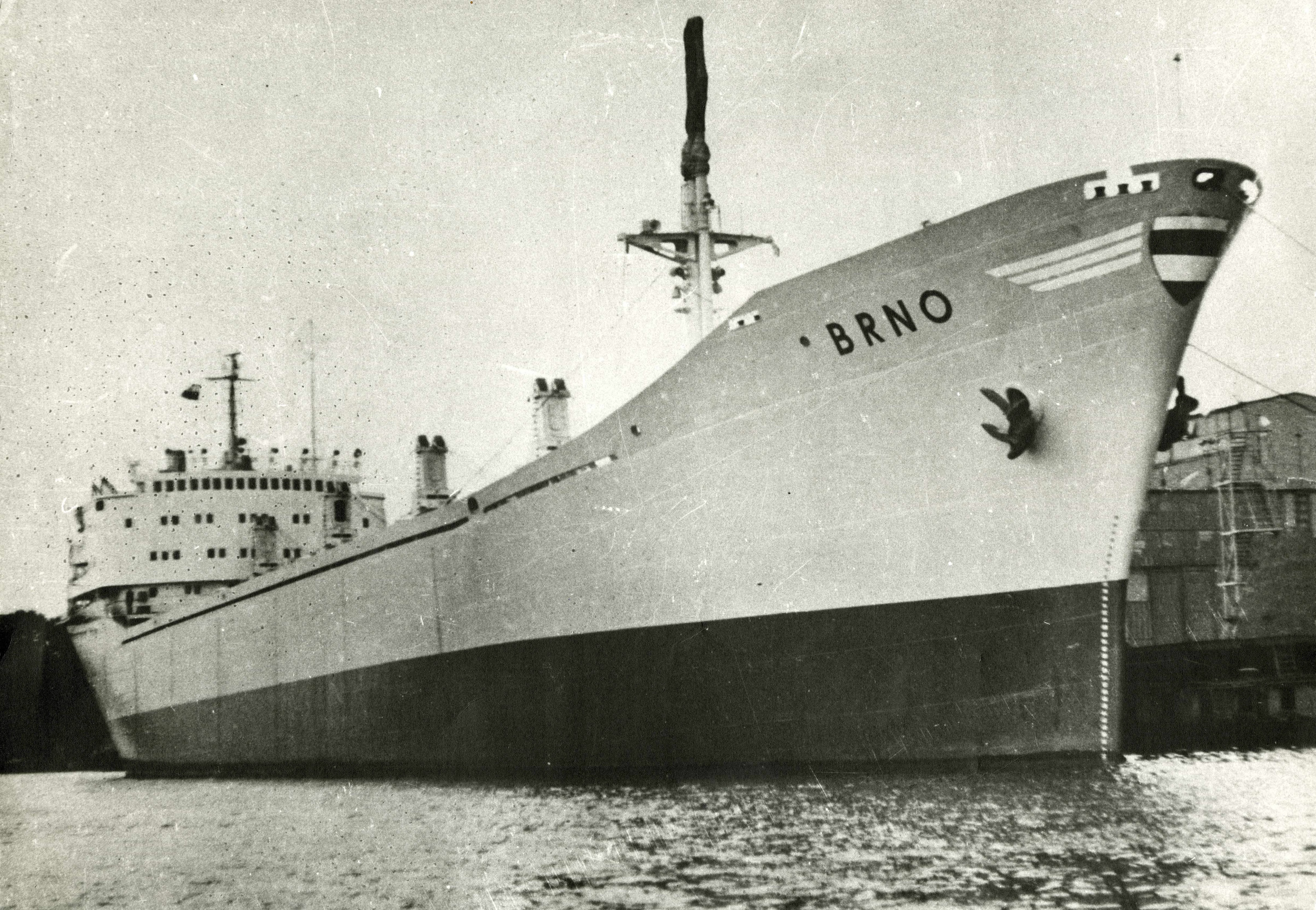
Brno, foto 1967

Loď pro československý stát postavila polská loděnice A. Warského ve Štětíně roku 1965. Rok předtím tatáž loděnice postavila sesterskou loď Republika II. Nástavba i motor byly umístěny na zádi. Pohon zajišťoval švýcarský motor značky Sulzer, vyrobený v licenci v Polsku. Spotřebu měl 22,5 tuny paliva denně. Oproti Republice II byla loď doplněna vlastními jeřáby polské výroby již při stavbě, měla i vyšší výkon a tonáž. Její úložné, nákladní prostory umožnily převážet jak kusové zásilky, tak sypký náklad.
Plavila se do přístavů celého světa. V roce 1977 zachránila při plavbě po Rudém moři trosečníky z pákistánské lodi.
V září roku 1981 ji od podniku Československá námořní plavba odkoupil řecký rejdař, který ji po přejmenování používal dál. V té době měla za sebou 900 000 námořních mil. Provoz i prodej byly ziskové. Pod ČNP absolvovala 96 plaveb. Sešrotována byla v roce 1987.